# 布尔桑奶酪
布尔桑奶酪（法語：Boursin，法語發音：[buʁsɛ̃]）產自法國的西北部，最早產自1957年。布尔桑奶酪是一種經過大蒜和香草調味的芝士，另外亦有以胡椒粉調味。